# Španělé
Španělé (španělsky Españoles) jsou evropský národ převážně kelto-románského původu, hovořící španělsky. Podle španělské ústavy jsou subjektem národní suverenity Španělska, země se 47 miliony obyvatel. Okolo 500 milionů jejich potomků žije v Latinské Americe, poměrně malý počet také v Africe a na Filipínách. Jejich náboženské vyznání je převážně římskokatolické. Národnostně jsou Španělé nejpočetnější mezi obyvateli země, další národnosti jsou Katalánci, Astuřané, Galicijci a Baskové. Podle státní příslušnosti jsou všichni občané země Španělé; jejich počet v roce 2012 byl 41,5 milionu.

## Etnogeneze
Původní obyvatelé Pyrenejského poloostrova, tvořící základ pro etnogenezi, byli Iberové, příp. Kelto-Iberové, neboť Keltové nějakou dobu ovládali Řím a asimilovali se tam, tento keltsko-iberský substrát byl později ovlivněn Římany, během Stěhování národů tudy do severní Afriky protáhli germánští Vandalové a Alani, poté na západě svou říši založily další germánské kmeny - Svébové a později Vizigóti, jejichž vládu ukončila roku 711 arabská invaze na Pyrenejský poloostrov, kdy byl vytvořen tzv. Córdobský emirát, později Córdobský chalífát s arabským obyvatelstvem Maurů, jejichž kultura měla vliv i na architekturu a vzdělanost na území dnešního Španělska. I přes arabskou nadvládu nedošlo k oslabení románského charakteru. Vládu muslimů definitivně ukončila reconquista.
V průběhu středověku bylo vytvořeno několik království, resp. menších feudálních celků, které byly základem jednotného španělského státu: Léon, Kastilie, Navarra, Katalánské království, Asturie, Aragonie, Galicie, Portugalské království. Pro formování španělského národa bylo zásadním zvratem vytvoření personální unie mezi Kastilií a Aragonií roku 1479, čímž se vytvořilo jádro španělského státu. Z Kastilie se šířila centralizovaná moc a identita obyvatelstva jiných království se postupně redukovala na identitu regionální, kastilština se šířila jako úřední jazyk celého španělského státu a dala základ formování moderní španělštiny.

## Osobnosti
Španělé jsou kulturně silný národ, který výrazně přispěl do pokladnice evropské, ba světové civilizace.
V oblasti vědy vynikl jeden ze zakladatelů její moderní podoby Michael Servetus. Nobelovu cenu za fyziologii získal Severo Ochoa a Santiago Ramón y Cajal. V oblasti humanitních a sociálních věd získali celosvětový ohlas filozof José Ortega y Gasset, představitel filozofického pragmatismu George Santayana či sociolog Manuel Castells. V éře muslimského Španělska vynikl arabský filozof Averroes a židovský myslitel Maimonides.
V dějinách španělského národa sehrála klíčovou roli katolická církev (a hraje ji do jisté míry dodnes). Řada osobností je proto spojena právě s církevním životem: Jan od Kříže (Juan de la Cruz) a Terezie od Ježíše (Terezie z Ávily, Teresa de Cepeda y Ahumada) jsou zřejmě nejvýznamnějšími křesťanskými mystiky. Isidor ze Sevilly byl posledním autorem řazeným k patristice. Španělsko bylo i kolébkou řady významných řeholních řádů: Ignác z Loyoly založil řád jezuitský, Svatý Dominik (Domingo de Guzmán) dominikánský, Josef Kalasanský piaristický. Tomás de Torquemada zase založil neblaze proslulou inkvizici. František Xaverský patřil k prvním významným jezuitům, Vincenc Ferrerský dominikánům.
Španělé též patřili k prvním evropským mořeplavcům a kolonizátorům, jména jako Hernán Cortés, Francisco Pizarro, Juan Sebastián Elcano, Vasco Núñez de Balboa, Juan Ponce de León, Pedro de Valdivia, Diego de Almagro, Francisco Vázquez de Coronado, Francisco de Orellana, Pedro de Alvarado či Hernando de Soto přepisovala mapy, ale dočkala se i značné kritiky za své koloniální uchvatitelské praktiky. Jedním z prvních, kdo ukrutnosti na kolonizovaných domorodcích odsoudil, byl rovněž Španěl, dominikán Bartolomé de las Casas. Kryštof Kolumbus byl původem Ital, ale rovněž se plavil na své objevitelské cestě do Ameriky ve službách španělského (respektive aragonského) trůnu, konkrétně královny Isabely Kastilské a Ferdinanda II. Aragonského.
Španělským národním hrdinou je středověký rytíř Cid a raně středověký král Pelayo, který zahájil proces tzv. reconquisty. Jako velká politická osobnost je ctěn král Juan Carlos I., především za roli, kterou sehrál při demontáži letité diktatury Francisca Franca. Javier Solana stanul v čele vojenské aliance NATO.
Španěly byli též čtyři z nejslavnějších světových malířů: Francisco de Goya, Diego Velázquez, Pablo Picasso a Salvador Dalí. Jusepe de Ribera reprezentoval středověký tenebrismus.
Antoni Gaudí byl legendárním experimentujícím architektem, představitelem radikálního modernismu v architektuře je Santiago Calatrava.
Nejslavnějším španělským skladatelem vážné hudby je patrně Manuel de Falla. Nejvýznamnějším autorem 16. století byl Tomás Luis de Victoria. Isaac Albéniz napsal řadu moderních skladeb na motivy španělského folklóru, Enrique Granados se snažil vytvořit španělský národní styl vážné hudby, Joaquín Rodrigo probojovával vstup kytary do vážné hudby. Z interpretů získali mezinárodní věhlas tenoristé Plácido Domingo a José Carreras, houslista Pablo de Sarasate či kytarista Andrés Segovia. V ryze národním stylu flamenco se prosadili kytaristé Paco de Lucía a Camarón de la Isla. Do globálního popu pronikl Julio Iglesias či Alejandro Sanz.
Velkou tradici má španělské filmové umění, režiséři Pedro Almodóvar, Luis Buñuel a Carlos Saura patří ke klasikům světového filmu. Držitelem Oscara je Alejandro Amenábar. V Hollywoodu se prosadili herci Antonio Banderas, Penélope Cruzová a Javier Bardem.
Lope de Vega patří k nejslavnějším světovým dramatikům. Také v oblasti prózy a poezie je několik Španělů, kteří patří do kánonu světové kultury, na nejpřednějším místě jistě Miguel de Cervantes y Saavedra, autor proslulého románu o Donu Quijotovi. Ovšem mezi klasiky patří též Pedro Calderón de la Barca, Federico García Lorca, Fernando de Rojas, Gustavo Adolfo Bécquer, Benito Pérez Galdós, z moderních tvůrců Miguel de Unamuno, Antonio Machado či Matilde Camusová. K významným autorům se řadí rovněž José de Espronceda, Luis de Góngora, Vicente Blasco Ibáñez, Pío Baroja, Rafael Alberti či Carlos Ruiz Zafón. Nobelovu cenu za literaturu získali Camilo José Cela, Vicente Aleixandre, Juan Ramón Jiménez, Jacinto Benavente a José Echegaray.
Španělským národním sportem je fotbal, především na klubové úrovni Španělé patřili vždy ke světové špičce (Real Madrid, FC Barcelona). Ale dočkali se i velké éry reprezentační, když v letech 2008–2012 získala nesmírně silná generace hráčů dva tituly mistra Evropy a titul mistra světa. Klíčovými představiteli této generace byli Iker Casillas, Xavi, Andrés Iniesta, Fernando Torres, Francesc Fàbregas, Xabi Alonso, Sergio Ramos, David Silva, Carles Puyol a David Villa. Ze starších dob patří k legendám brankář Ricardo Zamora, držitel Zlatého míče Alfredo Di Stéfano, Emilio Butragueño či Fernando Hierro. Také španělští fotbaloví trenéři mají vysoký kredit, zejména Vicente del Bosque, Josep Guardiola a Rafael Benítez.
K nejlepším tenistům všech dob patří Rafael Nadal. Španělé se výrazně prosazují také v cyklistice (Miguel Indurain, Alberto Contador) a motorovém sportu (Fernando Alonso, Dani Pedrosa, Carlos Sainz). Juan Antonio Samaranch stál dlouhou dobu v čele Mezinárodního olympijského výboru.